# 苏朗日 (卡尔瓦多斯省)
苏朗日（法語：Soulangy，法語發音：[sulɑ̃ʒi] ⓘ）是法国卡尔瓦多斯省的一个市镇，属于卡昂区。

## 地理
苏朗日（48°56'33"N, 0°13'12"W）面积7.18 平方千米，位于法国诺曼底大区卡爾瓦多斯省，该省份为法国西北部沿海省份，北濒大西洋英吉利海峡，东北与滨海塞纳省以海上边界相接，东临厄尔省，南至奧恩省，西与芒什省接壤。
与苏朗日接壤的市镇（或旧市镇、城区）包括：邦-塔西伊、埃帕内、奥朗东、圣皮埃尔卡尼韦、维莱卡尼韦。

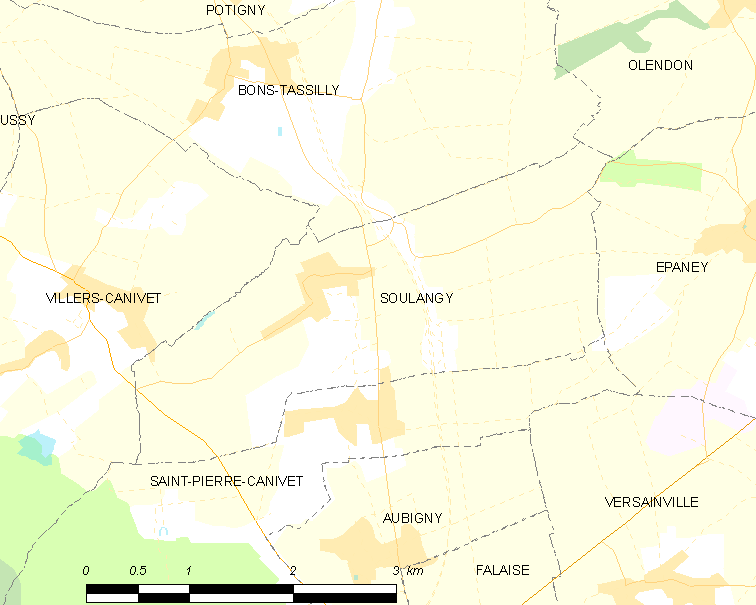
的OSM定位图

苏朗日的时区为UTC+01:00、UTC+02:00（夏令时）。

## 行政
苏朗日的邮政编码为14700，INSEE市镇编码为14677。

## 政治
苏朗日所属的省级选区为法莱斯县。

## 人口

1962-2008年间人口变化图示

苏朗日于2022年1月1日时的人口数量为250人。